# Jackie Cane - The Remixes
Jackie Cane - The Remixes è una seconda versione del quarto singolo estratto dall'album The Magnificent Tree della band Hooverphonic.
Contiene una versione edita e 3 remix di Jackie Cane.

## Tracce
1. Jackie Cane (Edit)
2. Jackie Cane (60s Vox Mix)
3. Jackie Cane (ROM Mix)
4. Jackie Cane (80s Latino Mix)